# Olivia Goldsmith
Pour les articles homonymes, voir Goldsmith.
Olivia Goldsmith, de son vrai nom Randy Goldfield, est une écrivaine américaine née le 1er janvier 1949 à New York (États-Unis) et morte le 15 janvier 2004 dans la même ville à la suite d'une anesthésie durant une opération de chirurgie esthétique à l'âge de 54 ans.
Dans ses débuts elle a changé son nom en Justine Goldfield et plus tard en Justine Rendal. Elle a commencé à écrire pour gagner sa vie à la suite d'un divorce qui l'a ruinée, déclarant que son mari lui avait tout pris (y compris sa Jaguar et ses possessions). Diplômée de l'Université de New York, elle était associée au cabinet de gestion des consultants Booz & Company à New York avant de devenir écrivain.
Beaucoup de ses livres sont des règlements de comptes envers les hommes. Dans ses romans, les femmes sont souvent victimes des hommes mais finissent toujours triomphantes. 
Écrivain controversé, à la fin 1996 Goldsmith dit, en réponse à la question d'un journaliste, que son événement favori de l'année 1996 était quand Bob Dole est tombé d'une scène au cours d'une représentation. 
Elle a également écrit plusieurs livres pour enfants, qui ont été publiés sous le nom de "Justine Rendal". 
Goldsmith est morte à la suite des complications d'une opération esthétique. Ses deux derniers ouvrages ont été publiés à titre posthume.
La chanson "Edith Wharton's Figurines" de Suzanne Vega 's 2007 Beauty & Crime album studio est dédié à Olivia Goldsmith.